# Александер Каннінґем (шахіст)
Александер Каннінґем (англ. Alexander Cunningham; 1654—1737) — шотландський дипломат і шахіст. Представник Великої Британії у Венеційській Республіці в 1715—1720 роках.

## Життєпис
Багато років жив у Голландії, де мав славу сильного шахіста. Автор гамбіту трьох пішаків (потім отримав назву гамбіту Каннінґема), що описаний у рукописі 1706 року. Рукопис також містить партії Каннінґема з іншими шахістами, зокрема з лордом Сандерлендом, який був любителем шахів.